# Повернення Ходжи Насреддіна
«Повернення Ходжі Насреддіна» (рос. «Возвращение Ходжи Насреддина») — радянський художній фільм-казка 1989 року, знятий режисером Рейном Лібліком.

## Сюжет
Історична фантасмагорія. З волі творців фільму відомий герой східних переказів Ходжа Насреддін опиняється молочним братом і другом юності Тимура-Тамерлана. Два брата прожили довге, насичене і дуже різне життя, і ось на схилі років вони направляються на зустріч один з одним в рідний аул.

## У ролях
- Рамаз Чхіквадзе —  Ходжа Насреддін
- Гомбожавин Гомбосурен —  Амір Тимур
- Ільдар Шадаєв —  Насреддін в юності
- Марк Тумахані —  Тимур в юності
- Асланшо Рахматуллаєв —  Ходжа Зульфікар
- Сесег Шарапова —  Мамлакат-Кубаро в молодості
- Хургулек Конгар —  Мамлакат-Кубаро в старості
- Анжела Гарибова —  циганка в молодості
- Зейнаб Бангієва —  циганка в старості
- Баста Циденов —  Найон Тарагай
- Ірина Пантаєва —  Кутлуг-Туркан ага
- Тамара Яндієва —  Ханіфа-Тюльпан
- Мухаббат Самадова —  Ханіфа-Мак
- Асалбек Назрієв —  Кат
- Олена Санжимітипова —  повивальна баба
- Сайдали Мухтаров —  Турсун-Мамад
- Інокентій Смоктуновський —  текст за кадром

## Знімальна група
- Автор сценарію:  Тимур Зульфікаров
- Режисер:  Рейн Ліблік
- Оператор:  Андрій Кириллов
- Художник:  Леонід Перцев,  Наталія Полях
- Композитор:  Ігор Лень